# Jamy Franco
Jamy Amarilis Franco Núñez (n. Santa Rosa de Lima, Santa Rosa, Guatemala, 1 de juliol de 1991) és una atleta guatemalenca de marxa atlètica. És l'actual campiona panamericana de l'especialitat de 20 km.

## Trajectòria
A l'edat de catorze anys, va obtenir la seva primera victòria a nivell internacional al Campionat Panamericà Junior d'Atletisme de 2005 a Windsor, Canadà, amb un temps de 49:36,25 en els 10.000 m; i als setze va representar a Guatemala en el Campionat Mundial Juvenil de 2007 en Ostrava, República Txeca, en la modalitat dels 5.000 m, i va aconseguir un dècim primer lloc amb marca de 23:47,40.
L'any 2011, als dinou anys, va debutar en la Copa Panamericana de Marxa en Embigat, Colòmbia, en l'especialitat dels 20 km i es va agenciar el primer lloc amb un temps d'1:36:04, sent la primera ocasió que una atleta de la seva nacionalitat aconseguia aquest triomf.Per al mes de juny, va prendre part del Grad Prix de Dublín en els 20 km on es va situar en el tercer lloc amb un temps d'1:32:48,que li va assegurar la seva participació en els Jocs Olímpics de Londres 2012.
Posteriorment, en Daegu, Corea del Sud, va tenir la seva primera participació en un Campionat Mundial d'Atletisme, i va arribar en la desena novena posició amb un registre d'1:34:35, el millor per a una atleta del continent americà.
En el mes d'octubre va assistir als Jocs Panamericans de Guadalajara, i va ser part d'un històric triomf per a Guatemala, ja que es va alçar amb la medalla d'or amb un rècord Panamericà d'1:32:38, mentre que el seu escorta era el seu compatriota Mirna Ortiz; en la branca masculina, també en la modalitat de 20 km marxa, Erick Barrondo es va penjar una altra medalla d'or per al país centreamericà.
En 2012 va assistir a la seva primera cita olímpica en Londres, i es va situar en la posició 31 amb registre d'1:33:18.
La seva mare, Evelyn Núñez, també és una ex atleta de marxa atlètica, i el seu entrenador és el cubà-salvadorenc Rigoberto Medina.

## Marques personals
| Representant Guatemala | Representant Guatemala | Representant Guatemala         | Representant Guatemala | Representant Guatemala |
| Any                    | Competició             | Lloc                           | Resultat               | Distància              |
| ---------------------- | ---------------------- | ------------------------------ | ---------------------- | ---------------------- |
| 2007                   |                        |                                | 23:31                  | 5 km                   |
| 2009                   |                        | Ciutat de Guatemala, Guatemala | 49:53                  | 10 km                  |
| 2011                   |                        | Guadalajara Mèxic              | 1h:32:38               | 20 km                  |